# 舒斯季夫齊
48°41′15″N 26°14′40″E / 48.68750°N 26.24444°E
舒斯季夫齊（烏克蘭語：Шустівці），是烏克蘭的村落，位於該國西部赫梅利尼茨基州，由卡緬涅茨-波多利斯基區負責管轄，始建於1545年，面積0.94平方公里，2001年人口543，人口密度每平方公里580.1人。